# Skra Częstochowa
El Skra Częstochowa es un equipo de fútbol con sede en la ciudad de Częstochowa, en Polonia. Actualmente compite en la III Liga, la cuarta división del país.

## Historia
La historia del Club se remonta a 1925, cuando se empezó a hablar de la fusión de varios equipos de fútbol amateur de la ciudad de Czestochowa, en el voivodato de Silesia. Finalmente, el RKS Skra Czestochowa se terminó fundando al año siguiente. El equipo obtuvo en los primeros años muchos éxitos, culminando con la promoción a la liga regional. Entre 1950 y 1952 el club jugó bajo el nombre de Ogniwo Częstochowa.
El club tenía un estadio en Uleja Grunwaldzkiej, recibiendo el nombre homónimo de la calle, aunque en la década de 1980, las autoridades obligaron a clausurar el estadio porque no cumplía con los requisitos que exigía la PZPN. El Skra se vio obligado a construir un nuevo estadio en otra calle, cuya apertura tuvo lugar en la primavera de 2012.
En la temporada 2012/13, el club ganó la Copa de Polonia de Silesia. El 23 de octubre del mismo año, firmó un acuerdo de patrocinio con la empresa alemana Stölzle, renombrando el estadio con el nombre de la empresa.

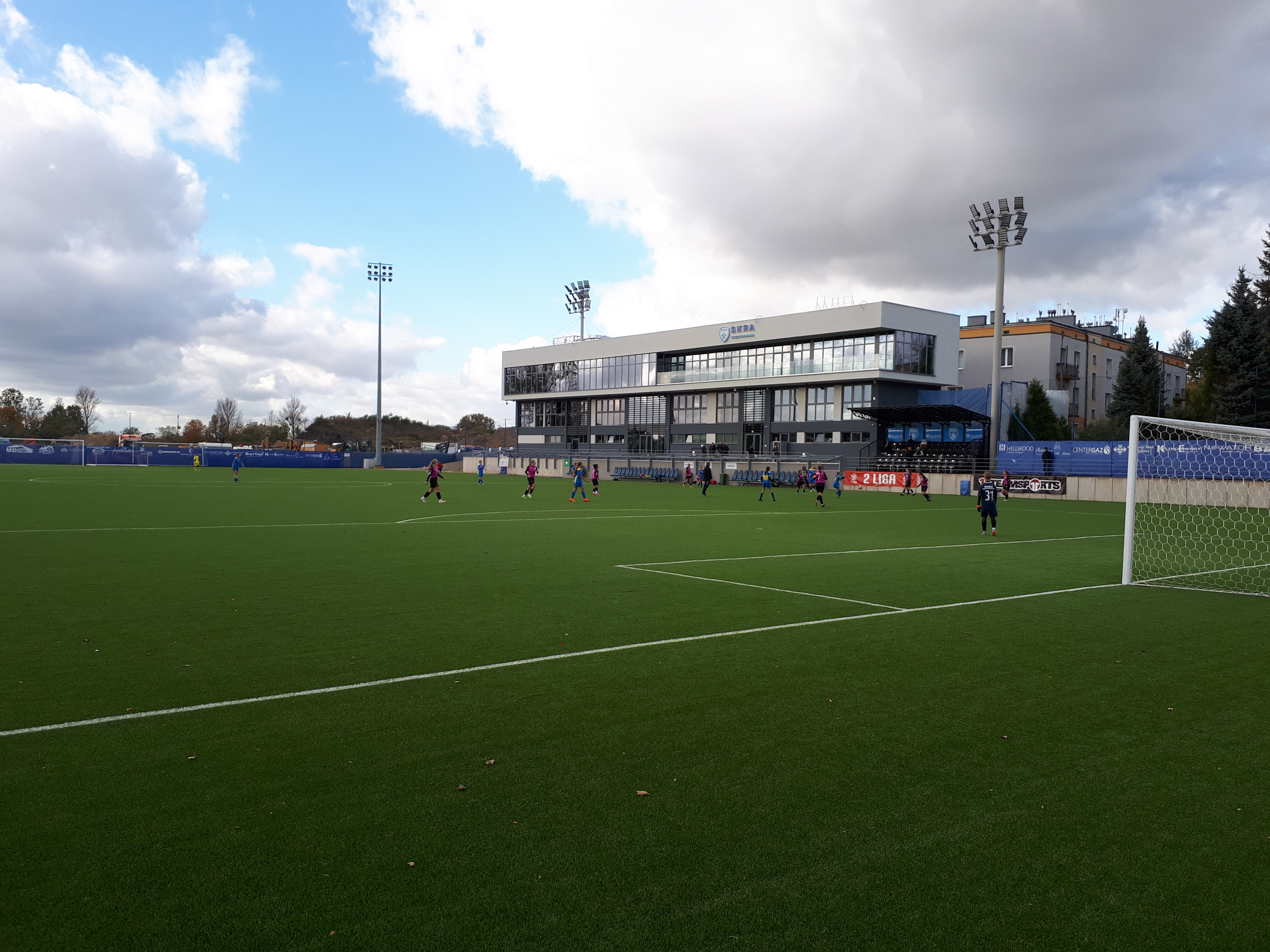
Skra estadio

## Nombres anteriores
- 1926 – Robotniczy Klub Sportowy Skra Częstochowa
- 1950 – Ogniwo Częstochowa
- 1954 – Sparta Częstochowa
- 1955 – Skra Częstochowa
- 1972 – Skra Barbara Częstochowa
- 1976 – Skra Częstochowa
- 1980 – Skra Komobex Częstochowa
- 1986 – Międzyzakładowy Robotniczy Klub Sportowy Skra Częstochowa
- 2006 – Klub Sportowy Skra Częstochowa